# 日高博之
日高 博之（ひだか ひろゆき、1970年5月6日 - ）は、宮崎県日向市出身の元プロ野球選手（外野手）、政治家。宮崎県議会議員(3期)。元日向市議会議員(2期)。

## 略歴
日向市の大王谷小、大王谷中を卒業。
高鍋高から、1988年オフにドラフト外で読売ジャイアンツに入団。
一軍公式戦への出場がないまま、1990年限りで現役を引退した。
1999年から代議士秘書となり、2003年4月に宮崎県日向市議会議員に初当選。
2007年4月、宮崎県日向市議会議員2期目当選。
2011年4月、宮崎県議会議員選挙（日向市選挙区より）に自民党から立候補したが落選。
2015年4月、宮崎県議会議員選挙（日向市選挙区より）に自民党から立候補し、無投票で初当選。
2019年4月、宮崎県議会議員選挙（日向市選挙区より）に自民党から立候補し、無投票で再選。

## 詳細情報

### 年度別打撃成績
- 一軍公式戦出場なし

### 背番号
- 96 （1989年 - 1990年）